# Lady-M-Klasse (2021)
Die Lady-M-Klasse ist eine Klasse von Mehrzweckschiffen der zur Spliethoff-Gruppe gehörenden Reederei Wijnne Barends in Delfzijl.

## Geschichte
Die Schiffe werden auf der chinesischen Werft Wuhu Shipbuilding in Wuhu gebaut. Der Bau begann mit dem ersten Stahlschnitt im Dezember 2020. Das erste Schiff der Klasse wurde im November 2021 abgeliefert, die weiteren Einheiten folgten im Jahr 2022.
Der Schiffsentwurf stammt von Unternehmen Conoship International in Groningen.
Die Schiffe sind langfristig an UPM verchartert. Das Unternehmen setzt die Schiffe für den Transport von Papier, Zellstoff und Forstprodukten in Europa ein.

## Beschreibung
Die Schiffe werden von einem Sechszylinder-Dual-Fuel-Dieselmotor des Motorenherstellers Wärtsilä (Typ: 6L34DF) mit 2550 kW Leistung angetrieben. Der Motor wirkt über ein Untersetzungsgetriebe auf einen Verstellpropeller mit Kortdüse. Der Antriebsmotor kann mit Marinedieselöl oder Flüssigerdgas betrieben werden. Für die Stromerzeugung stehen zwei von Scania-Dieselmotoren mit jeweils 200 kW Leistung angetriebene Generatoren zur Verfügung. Weiterhin wurde ein von einem Cummins-Dieselmotor angetriebener Notgenerator verbaut. Die Schiffe sind mit einem Bugstrahlruder mit 350 kW Leistung ausgestattet.
Die Decksaufbauten befinden sich im vorderen Bereich der Schiffe. Dahinter befindet sich ein Laderaum. Der Laderaum ist 71,4 m lang, 13,8 m breit und 9,4 m hoch. Im vorderen und hinteren Bereich verjüngt er sich auf 10,1 m bzw. 7,6 m vorne und 11,35 bzw. 7,6 m hinten. Die Höhe des Laderaums ist in dem sich verjüngenden vorderen Bereich auf einer Länge von 11,9 m auf 4 m reduziert und im sich verjüngenden hinteren Bereich auf einer Länge von jeweils 4,2 m zunächst auf 7,6 m und dann auf 5,8 m reduziert. Der Laderaum ist mit Stapellukendeckeln verschlossen. Diese lassen sich mithilfe eines Lukenwagens bewegen. Die Schiffe können mit reduziertem Tiefgang auch mit offener Luke fahren. Sie sind somit für den Transport von voluminösen Projektladungen geeignet. Die vorne liegenden Decksaufbauten dienen auch als Schutz vor überkommendem Wasser für an Deck transportiere Güter bzw. beim Betrieb der Schiffe mit offener Luke. Die Schiffe sind mit zwei Schotten zur Unterteilung des Laderaums ausgerüstet. Die Tankdecke kann mit 15 t/m² belastet werden.
Der Rumpf der Schiffe ist eisverstärkt (Eisklasse 1A).
An Bord ist Platz für neun Besatzungsmitglieder.

## Schiffe
| Lady-M-Klasse                                       | Lady-M-Klasse | Lady-M-Klasse | Lady-M-Klasse                                       |
| Bauname                                             | Baunummer     | IMO-Nummer    | Kiellegung Stapellauf Ablieferung                   |
| --------------------------------------------------- | ------------- | ------------- | --------------------------------------------------- |
| Lady Marie Christine                                | W1921         | 9904326       | 23. Dezember 2020 25. August 2021 30. November 2021 |
| Lady Mathilde                                       | W1922         | 9904338       | 23. Dezember 2020 21. Januar 2022 15. Juni 2022     |
| Lady Menna                                          | W1923         | 9904340       | 23. Dezember 2020 25. April 2022 22. August 2022    |
| Lady Monique                                        | W1924         | 9904352       | 28. Dezember 2021 18. Juni 2022 20. Oktober 2022    |
| Daten: DNV, Stichting Maritiem-Historische Databank |               |               |                                                     |

Die Schiffe fahren unter der Flagge der Niederlande. Heimathafen ist Delfzijl.